# فرودگاه بین‌المللی جکسنویل
فرودگاه بین‌المللی جکسنویل (به انگلیسی: Jacksonville International Airport) یک فرودگاه همگانی بهره‌برداری هوایی با کد یاتا JAX است که یک باند فرود بتن دارد و طول باند آن ۳۰۴۸ متر است. این فرودگاه در شهر جکسون‌ویل کشور ایالات متحده آمریکا قرار دارد و در ارتفاع ۹ متری از سطح دریا واقع شده‌است.

## شرکت‌های هواپیمایی و مقصدهای پروازی

### مسافری

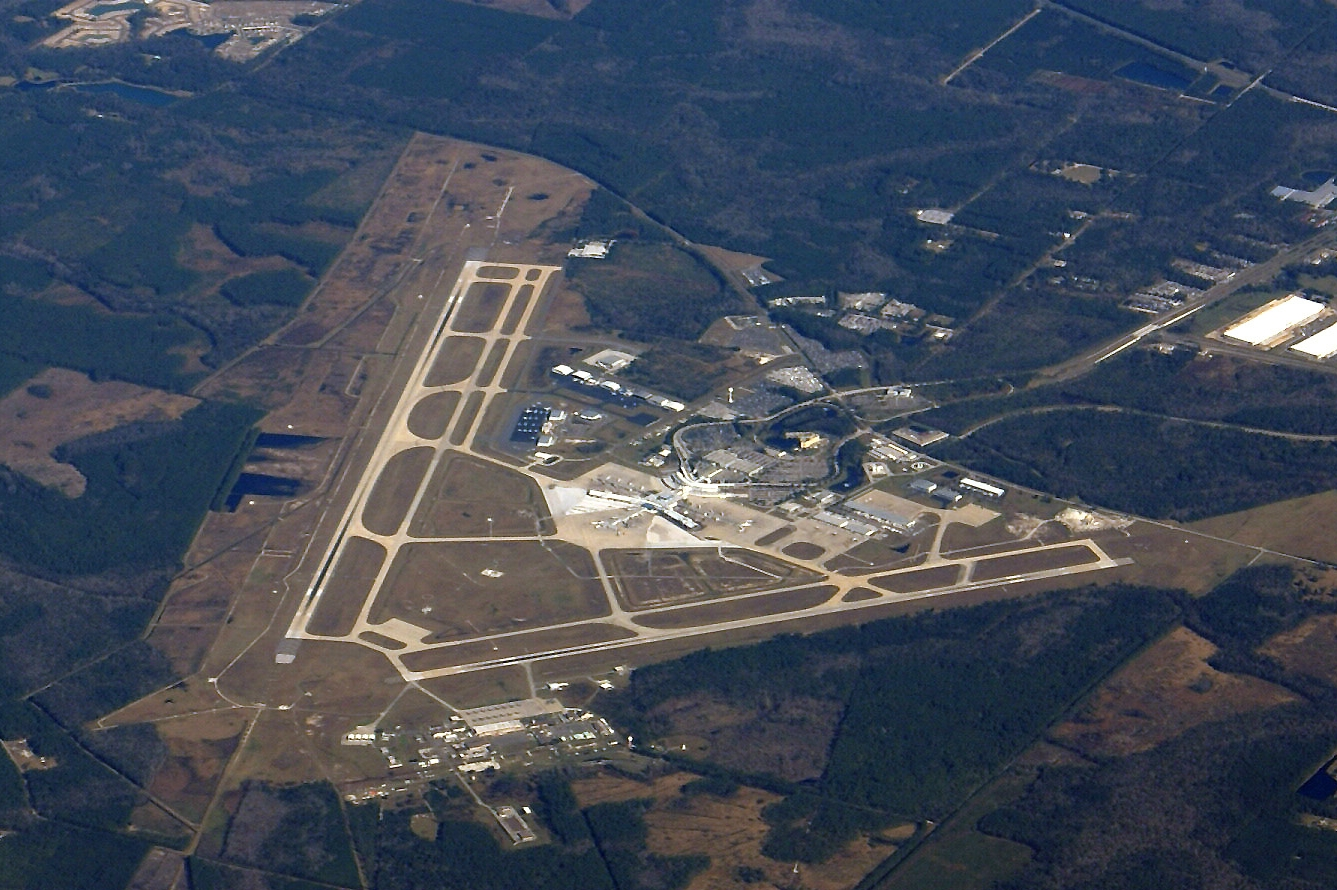
An aerial view of the airfield.

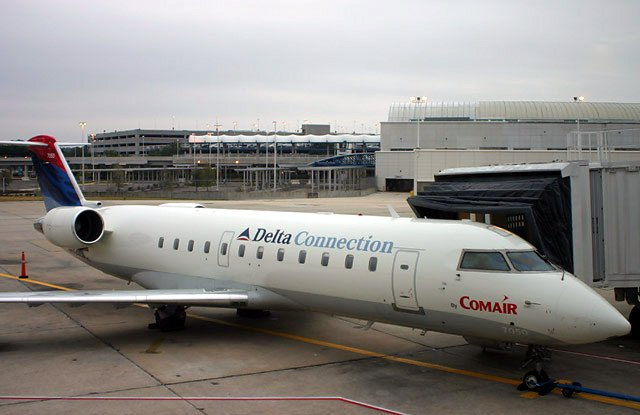
A دلتا کانکشن flight (اجرا توسط Comair) at the gate at old Concourse A

| شرکت‌های هواپیمایی  | مقصدهای پروازی | Refs  |
| ------------------ | --- | ----- |
| Air Canada Express | پیرسون تورنتو | [ ۱ ] |
| الیجنت ایر         | سینسیناتی/کنتاکی شمالی، کلیولند هاپکینز، ایندیاناپلیس، ممفیس، پیتسبورگ فصلی: منطقه‌ای اشویل، میدامریکا سنت لوئیس، ریکن‌بیکر    | [ ۲ ] |
| امریکن ایرلاینز    | شارلوت داگلاس، دالاس-فورت ورث                                                                                                | [ ۳ ] |
| امریکن ایگل        | شارلوت داگلاس، اوهر شیکاگو، دالاس-فورت ورث، میامی، فیلادلفیا، ملی رونالد ریگان واشینگتن                                      | [ ۳ ] |
| دلتا ایرلاینز      | هارتسفیلد-جکسون آتلانتا فصلی: مینیاپولیس−سنت پل (پایان در ۱۷ نوامبر ۲۰۱۷)                                                    | [ ۴ ] |
| دلتا کانکشن        | لوگان (برقراری مجدد از ۱۰ سپتامبر ۲۰۱۷), متروپولیتن شهرستان وین دیترویت، جان اف کندی، لاگواردیا                              | [ ۴ ] |
| جت‌بلو              | لوگان، فورت لادردیل–هالیوود، جان اف کندی، ملی رونالد ریگان واشینگتن                                                          | [ ۵ ] |
| سیلور ایرویز       | مارش هاربر، لیندن پیندلینگ، تمپا                                                                                             | [ ۶ ] |
| ساوت‌وست ایرلاینز   | هارتسفیلد-جکسون آتلانتا، ثرگود مارشال بالتیمور واشینگتن، میدوی شیکاگو، دنور، ویلیام پی. هابی، نشویل فصلی: دالاس لاو، مک‌کاران | [ ۷ ] |
| یونایتد ایرلاینز   | فصلی: اوهر شیکاگو (پایان در ۵ سپتامبر ۲۰۱۷), جرج بوش، لیبرتی نیوآرک (آغاز از ۶ سپتامبر ۲۰۱۷),                                | [ ۸ ] |
| یونایتد اکسپرس     | اوهر شیکاگو، جرج بوش، لیبرتی نیوآرک، دالس واشینگتن                                                                           | [ ۸ ] |

### باری
| شرکت‌های هواپیمایی | مقصدهای پروازی                                  |
| ----------------- | ----------------------------------------------- |
| فدکس اکسپرس       | فورت لادردیل–هالیوود، ایندیاناپلیس، ممفیس، تمپا |
| یوپی‌اس ایرلاینز   | لوئیویل، سن پترزبورگ-کلیرواتر، لوئیز مونز مارین |